# Szedzsong koreai király
Nagy Szedzsong (koreaiul: 세종대왕, Szedzsong devang; 1397. május 15. – 1450. április 8.) Csoszon uralkodója, a Csoszon-dinasztia 4. királya. Thedzsong király és Vongjong királyné harmadik fia. Ő lett a törvényes örökös, miután bátyját, Jangnjongot megfosztották rangjától. 1418-ban lépett a trónra. Uralkodásának első négy éve alatt Thedzsong kormányzott.
Uralkodása alatt megerősítette a konfuciánus politikát és jelentős jogi módosításokat hajtott végre (공법, 贡 法). Neki tulajdonítják a hangul írás létrehozását. Fejlesztette a technológiát és növelte az ország területét, valamint folyamatosan igyekezett növelni a jómódot. Katonai hadjáratot indított északra és lefektette a Samin politika (사민정책; 徙民政策) alapjait, hogy telepeseket vonzzon a régióba. Délen leigázta a japán kalózokat és elfoglalta Cusima szigetét (koreaiul Dema sziget).
Uralkodási ideje alatt (1418 - 1450) apjával Thedzsong királlyal együtt kormányzott 1418-tól 1422-ig. 1442-től kezdve Szedzsong fokozatosan egyre betegebb lett, fia, Mundzsong kormányzott helyette régensként.
Habár a „Nagy” (대왕;大王) címet halála után majdnem minden Korjo és Csoszon-kori uralkodó megkapta, mégis ezt az elnevezést hallva leginkább Kvanggethora és Szedzsongra asszociálunk.
Róla nevezték el az új adminisztratív központként 2012-ben létrehozott Szedzsong várost.

## Élete

### Fiatalkora
Szedzsong 1397. május 7-én született, Thedzsong király harmadik fiaként. Tizenkét évesen lett koronaherceg (충녕대군). Fiatal hercegként jeleskedett a különböző tanulmányokban, így Thedzsong kedvencévé vált.
Thedzsong harmadik fiaként Szedzsong trónra kerülése egyedi eset volt. Thedzsong legidősebb fiát, Jangnjongot (양녕대군) jelölte törvényes örökösének 1404-ben. Azonban Jangnjongot 1418-ban szabad szellemű viselkedése, illetve a vadászat iránti szenvedélye miatt megfosztották örökösi pozíciójától. Feltételezhetően Jangnjong öccse javára mondott le pozíciójáról, de erre vonatkozóan nincsenek pontos feljegyzések. Thedzsong második fia, Hjorjong, buddhista szerzetes lett.
Jangnjong eltávolítása után, Thedzsong gyorsan biztosította legfiatalabb fia pozícióját törvényes örököseként. A kormány több hivatalnoka nem értett egyet Jangnjong eltávolításával. 1418 augusztusában Thedzsong lemondott Szedzsong javára, ennek ellenére a visszavonult Thedzsongnak nagy befolyása volt az állami politikára. Szedzsong politikai érzéke és kreativitása csak Thedzsong 1422-es halála után vált nyilvánvalóvá.

### Eredményei

#### Konfucianizmus alapú politika
Szedzsong király forradalmasította a koreai kormányt, különböző társadalmi rétegekből nevezett ki köztisztviselőket. Továbbá hivatalos állami eseményeket rendezett a konfuciánus tanítások szerint és arra biztatta az embereket, hogy viselkedjenek a konfuciánus eszméknek megfelelően. Ennek eredményeképpen, a konfucianizmus társadalmi normává vált Koreában. Erről szóló könyveket is kiadtak.
Először betiltotta a buddhizmust és kitiltotta a buddhista szerzeteseket Szöulból, ezzel egy időben drasztikusan csökkentette a buddhista monarchia erejét és vagyonát. Később enyhített cselekedetein és templomokat építtetett, valamint elfogadta a buddhizmust. Ő maga is tett egy kísérletet, hogy szerzetessé váljon (Szungkva).
1427-ben Szedzsong rendeletet hozott a Huihui (koreai muszlim) közösség ellen, melynek különleges helyzete és javadalmazása volt a Jüan-dinasztia óta. A Huihuit kényszerítették, hogy vegyék le a fejfedőjüket (hidzsáb), valamint zárják be a „szertartási termüket” (mecset Keszong városában) és imádkozzanak, mint bárki más. Nincs további muszlimokról szóló említés a Csoszon korban.

#### Külpolitika
A kínai Mingekkel való kapcsolat során kötött néhány megállapodást, ami előnyös volt Korea számára. A dzsürcsi emberekkel való kapcsolata során 10 katonai hivatalt hozott létre, 4 megyében és 6 helyőrségen (hangul: 사군육진 handzsa: 四郡六鎭), a Koreai-félsziget északi részén.
Fenntartotta a jó kapcsolatot Japánnal, megnyitott három kikötőt és engedélyezte a velük való kereskedelmet. Katonai erővel elkobozta a Cusima szigetet, annak érdekében, hogy megállítsa a kalózkodást a Keleti-tengeren, ugyanis Cusima volt a japán kalózok központja.

#### Koreai hadsereg megerősítése
Szedzsong király eredményes katonai vezető volt. Különböző katonai szabályozásokat vezetett be, hogy megerősítse a királyság védelmét. Támogatta a koreai haditechnológiát, beleértve az ágyú fejlesztését is. Tesztelték többek között a lőport is.
1419 májusában Szedzsong király, apja Thedzsong vezérlése alatt hajóra szállt a Gilhei hadjárat keretein belül. A katonai hadjárat fő célja a japán kalózok leigázása volt, akik a Cusima szigeten kívül működtek. A hadjárat során 245 japánt öltek meg, másik 110-et pedig a csata során elfogtak. 146 elrabolt kínait és 8 elrabolt koreait szabadítottak ki a hadjárat során. 1419 szeptemberében fegyverszünet miatt a koreai sereg visszatért Koreába. Azonban az 1443-ban aláírt Gjehe megállapodás miatt - amelyben Cusima kormányzója megígérte, hogy tisztelettel adózik Csoszon királyának - a Csoszon kormány a Korea és Japán közti kereskedelemmel kapcsolatos különleges jogokkal jutalmazta a Szo klánt.
1433-ban Szedzsong Kim Dzsongszot (hangul: 김종서, handzsa: 金宗瑞), a kiváló admirálist küldte északra, hogy pusztítsa el a dzsürcsöket (később mandzsuk). Kim katonai hadjárata során számos várat elfoglalt, előrenyomakodott észak felé és bővítette a koreai területeket a Szonghua folyóig. 4 megyét és 6 helyőrséget alapítottak, hogy megvédjék az embereket a dzsürcsöktől.

#### Tudomány, technológia és mezőgazdaság
Szedzsong nevéhez nagyszerű tudományos fejlesztések kötődnek uralkodása idejéből. Segíteni akart a földműveseknek, ezért eldöntötte, hogy létrehoz egy kézikönyvet. A könyv – a Nongsza dzsikszol (hangul: 농사직설, handzsa: 農事直說) – különböző földművelő módszerekről szóló információt tartalmazott, amit a tudósok gyűjtöttek össze Korea különböző régióiból. Ezek a technikák szükségesek voltak az új módszerek fenntartásához és a koreai mezőgazdaság folyamatos fejlődéséhez.
Szedzsong uralkodása alatt, Csang Jongsil (hangul: 장영실, handzsa: 蔣英實) kiváló feltalálóként vált ismertté. Csang már fiatalon is kreatív és nagy gondolkodó volt. Azonban Csang alsó társadalmi osztályból származott. Szedzsong mégis észrevette Csang ügyességét és azonnal Szöulba hívatta. Kormányi pozíciót és pénzbeli alapot kapott a találmányaiért. A hivatalnokok tiltakoztak, szerintük egy alacsony osztályból valót nem kellene a nemesek közé emelni. Szedzsong ellenben támogatta Csangot képességei miatt. Csang új, jelentős terveket hozott létre a vízóra, armilláris gömb és napóra elkészítéséhez. 1442-ben Csang létrehozta a világ egyik első egységes csapadékmérőjét, amit Csuguginak nevezett, ez Szedzsong fiának és örökösének, Mundzsongnak az ötlete volt. Ez a modell nem volt népszerű, mivel Kelet-Ázsia legrégebbi létező csapadékmérőjének az 1770-ben, Jongdzso király uralkodása idején létrehozottat tekintik. A „Királyi Titkárság Napi Feljegyzései” (hangul: 승정원일기, handzsa: 承政院日記) szerint Jongdzso király meg akarta újítani Nagy Szedzsong király dicső korát, így írnak a Szedzsong-kori krónikák is róla. Amikor a csapadékmérő említésre került, Jongdzso király elrendelte annak újraalkotását. Található rajta egy 1770-ből származó jelölés a kínai Csing-dinasztia uralkodójától, Csien-lungtól (1735-1796), ezért ezt a koreai mintájú csapadékmérőt tévesen olykor kínai importcikknek gondolják.
Szedzsong a koreai naptárrendszert is meg akarta újítani, aminek akkoriban a kínai főváros hosszúsági foka volt az alapja. Szedzsong, a koreai történelemben először, meghagyta a csillagászainak, hogy alkossanak egy naptárat, aminek fő meridiánja a Csoszon-kori főváros. Ez az új rendszer megengedte a koreai csillagászoknak, hogy pontosan megjósolják a nap és holdfogyatkozásokat.
A hagyományos koreai orvoslás államában kettő fontos tanulmány született Szedzsong uralkodása alatt. Ezek a Hjangjak dzsipszongbang és az Uibang jucshü voltak, melyek Kim Jongsik szerint a koreaiak törekvéseit képviselik, hogy megalkossák saját orvostudománnyal kapcsolatos rendszerüket, megkülönböztetve azt a kínaitól.

#### Humanitáriusság
1426-ban Nagy Szedzsong elrendelte, hogy a kormány engedélyezze a 100 napos terhes rabszolga nők felszabadítását gyermekük születése után, melyet 1430-ban egy hónappal meghosszabbítottak.
Annak érdekében, hogy gondoskodjon az egyenlőségről és igazságosságról a mindennapi emberek számára, Nagy Szedzsong kiadott egy királyi rendeletet az adózással kapcsolatban. Országosan megkérdezték a közösséget, mi a véleményük az új, 1430-ban Gongbopnak nevezett adózási rendszerről. Az 5 hónapos felmérés után - melyben 172 806 ember vett részt – kiderült, hogy hozzávetőleg 57% egyetértett a tervezett újítással.
Szedzsong a csoszoni földművesek adózását a mezőgazdasági termeléstől tette függővé, így engedélyezte, hogy a jólét, illetve a nehéz idők függvényében több vagy kevesebb adót fizessenek. Ezért a földműveseknek kevesebbet kellett aggódni az adó hányadán és dolgozhattak, ahelyett hogy el kelljen adniuk a terményeiket. Egyszer, amikor a palotában jelentős ételtöbblet volt, Szedzsong király szétosztotta azt a szegény parasztok és a földművesek között.

### Hangul
Nagy Szedzsong alapjaiban véve volt hatással a koreai történelemre a hangul személyes megalkotásával és bemutatásával, mely egy fonetikus írásrendszer a koreai nyelvhez.
A hangul megalkotása előtt az emberek Koreában (akkoriban Csoszon) elsősorban klasszikus kínait használva írtak a fonetikus kínai íráson alapuló írásrendszer használata mellett. Utóbbi több száz évvel megelőzte a hangult, párhuzamban az idu, hjangcshal, gugjol és gakpil írásrendszerekkel. Azonban a koreai és kínai nyelv alapvető különbségei miatt, és a nagyszámú karakter miatt, amit meg kellett tanulni, nagy nehézséget jelentett az alacsonyabb osztályoknak a kínai karakterek használatának elsajátítása. Ráadásul gyakran hiányt szenvedtek az oktatás kiváltságától. A műveltség elősegítése érdekében Szedzsong király megalkotta az egyedi ábécét, a hangult. Az volt a szándéka, hogy kulturális öntudatot teremtsen Korea számára az egyedi íráson keresztül.
Szedzsong király megalkotta a koreai ábécét (amely 28 betűből állt a bemutatásakor, ebből 4 régimódivá vált) azzal a határozott céllal, hogy a koreaiak minden társadalmi osztályból megtanuljanak írni és olvasni. Minden mássalhangzó egy leegyszerűsített ábrája a beszédszervek (a száj, a nyelv és fogak) hangképzéskor képzett formájának. A magánhangzók pontok és vonalak kombinációi, melyek a mennyországot (kerek pont), a földet (vízszintes vonal) és az emberiséget (függőleges vonal) szimbolizálják. Morfémákat úgy képzünk, hogy a karaktereket szótagokká alakítjuk.
```
„A kínai karakterek egy tőlünk idegen néptől származnak, így nem képesek teljesen megragadni és kifejezni a mi sajátos, koreai gondolatvilágunkat. Köznépem számára ezért nem adatott meg a lehetőség, hogy maguk is írásban tudják kifejezni mondanivalójukat és érzéseiket. Teljes szívemből átérzem az ő nehézségeiket, ezért létrehoztam egy 28 betűből álló írást. Ezeket a betűket nagyon könnyű megtanulni, és az én hőn áhított vágyam az, hogy általuk minden ember élete jobb legyen” – Nagy Szedzsong király
```

A hangult 1443-ban fejezték be és 1446-ban adták ki a 33 oldalas Hunmindzsongummel együtt, mely a betűk mögött rejlő filozófiai elméleteket és indokokat magyarázza. A Hunmindzsongum azt állította, hogy akárki meg tudja tanulni a hangult néhány napon belül.
Azok az emberek, akik előzőleg nem ismerték a hangult, jellemzően pontosan ki tudták ejteni a koreai szöveget néhány óra tanulás után.

### Halála és öröksége
Szedzsong a diabétesz szövődményei miatt megvakult, végül 1450-ben életét vesztette. A Jong mauzóleumban (영릉; 英陵) hamvasztották el. Utódja fia, Mundzsong volt. Szedzsong úgy ítélte, hogy fia, Mundzsong, valószínűleg sok betegsége miatt nem fog sokáig élni, és a halálos ágyán megkérte a Kiválóságok Csarnoka tudósait, hogy figyeljenek fiatal unokájára, Dandzsongra. Ahogy megjósolta, Mundzsong két évvel trónra jutása után meghalt és a Szedzsong-kori politikai stabilitás összeomlott, amikor Dandzsong 12 évesen uralkodó lett. Végül Szedzsong második fia, Szedzso, trónbitorlást követett el Dandzsong ellen 1455-ben. Amikor a hat mártír miniszter belekeveredett Dandzsong trónra való visszahelyezésébe, Szedzso megszüntette a Kiválóságok Csarnokát és kivégeztette Dandzsongot és számos minisztert, akik Szedzsong uralkodása ideje alatt szolgáltak.
A Szöul központjában lévő Szedzsongno utcát és a Szedzsong Központot is Szedzsong király után nevezték el.
Szedzsong király található a 10 000 vonos bankjegyen, azokkal a tudományos eszközökkel együtt, amiket uralkodása idején találtak fel.
2007-ben a Koreai Köztársaság kormánya úgy döntött, hogy létrehoz egy különleges hivatali kerületet a mai Dél-Cshungcshong tartomány részén, közel a mai Dedzsonhoz. A kerületet Szedzsongnak nevezték.
Szedzsong király életét ábrázolja a 2008-ban megjelent KBS koreai történelmi dráma, a „Nagy Szedzsong király”. Szedzsong uralkodásába a 2011-es SBS dráma – a „Mély gyökerű fa” - is betekintést enged.

## Hivatalos posztumusz címek
•       Handzsa: 世宗莊憲英文睿武仁聖明孝大王
•	Hangul: 세종장헌영문예무인성명효대왕
•	Angol: King Sejong Jangheon Yeongmun Yemu Inseong Myeonghyo the Great

## Szobor és múzeumi kiállítás
A szöuli Szedzsong Központ előtti Gvanghvamun téren álló 9,5 méter magas Szedzsong királyt ábrázoló szobrot (mely Kim Jongvon alkotása) 2009-ben egy olyan talapzatra helyezték, melynek bejárata egy 3 200 négyzetméteren elterülő földalatti kiállításhoz – „Szedzsong király története” – vezet, amit a koreai ábécé feltalálásának 563. évfordulóján nyitottak meg.

## Fordítás
- Ez a szócikk részben vagy egészben  a   Sejong the Great című angol Wikipédia-szócikk fordításán alapul.  Az eredeti cikk szerkesztőit annak laptörténete sorolja fel. Ez a jelzés csupán a megfogalmazás eredetét és a szerzői jogokat jelzi, nem szolgál a cikkben szereplő információk forrásmegjelöléseként.